# Gert-Jan van Doorn
Gert-Jan van Doorn (Leiderdorp, 3 de fevereiro de 1999) é um remador neerlandês.

## Carreira
Ele frequentou a Universidade de Washington em Seattle, Estados Unidos. Em julho de 2022, com seu barco da Universidade de Washington, ele venceu o Visitors Challenge na Henley Regatta. Ele ganhou uma medalha de prata no quatro sem timoneiro no Campeonato Europeu de Remo de 2023 em Bled e no oito masculino no Campeonato Mundial de Remo de 2023 em Belgrado.
Nos Jogos Olímpicos de Verão de 2024, em Paris, conquistou a medalha de prata na competição do oito com masculino ao lado de Ralf Rienks, Olav Molenaar, Sander de Graaf, Ruben Knab, Jacob van de Kerkhof, Jan van der Bij, Mick Makker e Dieuwke Fetter, com o tempo de 5:23.92.